# レナ・ラマ
レナ・ラマ（Rena Rama）は、1971年に結成されたスウェーデンのジャズ・バンドであり、普通ではない拍子記号に、アフリカとアジアのフォーク・テーマをミキシングしたジャズで知られている。
元々のメンバーには、レッナルト・オーベリ（サックス、フルート）、ボボ・ステンソン（ピアノ）、パレ・ダニエルソン（ベース）、ベングト・ベルガー（ドラム）が含まれていた。ステンソンとオーベリはどちらもかつてレッド・ミッチェルと、ダニエルソンはスティーヴ・キューンと共に演奏していた。ベルガーはそれまでインドでパーカッションを学んでいた。ステンソンはすでに『アンダーウェアー』（ECM）というタイトルのアルバムを、彼の最初のトリオで録音していた。
オリジナル・ラインナップのレコーディングには、1973年にストックホルムでレコーディングされたカプリス・レーベルからのアルバム『Rena Rama』が含まれている。1977年、レナ・ラマはオスロで録音されたアルバム『Landscapes』（JAPO）をリリースした。アメリカのドラマー、リロイ・ロウが加わったことを除けば、メンバーは同じだった。

## ディスコグラフィ

### アルバム
- Jazz I Sverige -73 (1973年、Caprice) ※ジャケットの表記から『Rena Rama』とも呼ばれる
- Landscapes (1977年、JAPO)
- Inside – Outside (1979年、Caprice)
- Live (1983年、Organic)
- New Album (1986年、Dragon)
- Rena Rama with Marilyn Mazur (1989年、Dragon) ※with マリリン・マズール
- The Lost Tapes (1998年、Amigo) ※1987年録音、with ケニー・ホイーラー、ビリー・ハート